# 林慧萍
林慧萍（Monique Lin，1963年8月20日—），台灣女歌手，出生於基隆市。1982年12月發行個人第一張專輯《往昔》，為台灣歌壇銜接在偶像型玉女歌手銀霞、江玲、沈雁之後，所出現唱將型的玉女歌手，在同時期的玉女歌手金瑞瑤、楊林和李碧華之中，有「玉女派掌門人」之稱。

## 生平
1981年9月林慧萍參加歌林唱片的“新金曲獎”並且錄製了《青年創作園地（二）》合輯；專輯中收錄了林慧萍演唱了「白紗窗裡的女孩」以及「火鳳凰」兩首單曲；因歌藝與外型不俗，受到瞩目，接受歌林唱片的培訓；在1982年時，台灣歌壇興起模仿日本女歌星風潮，在這之前歌林唱片已經有了成功的江玲、沈雁與金瑞瑤；唱片公司如法炮製在林慧萍的身上；造型走80年代日本女偶像風格，並且演唱了日本翻譯曲「往昔」（原唱者為松田聖子）一炮而紅，成為80年代台灣最具代表性的女歌星之一，同期出道的玉女歌手還有金瑞瑤、楊林、李碧華等人。而林慧萍一夜成名的爆紅不僅被喻為歌壇的灰姑娘傳奇，更讓各家唱片公司紛紛起而效尤，推出眾多形象類似的「玉女歌手」，但成績始終無法超越林慧萍。在80年代眾多的玉女偶像歌手之中，率先成名的林慧萍與84年以「把心留住」轉型成功的楊林堪稱數一數二、最受到歌迷喜愛的玉女掌門人，連續多張唱片獲得極佳的商業銷售成績，人氣不墜；兩人持續在各大平面與電子媒體所舉辦的人氣偶像票選活動名列前茅、互別苗頭，傲視同儕玉女偶像歌手。
1982年12月23日發行的首張個人專輯《往昔》，在「往昔」、「 倩影 」以及「流星」連續三首歌的強打下，在台灣由中華電視台「綜藝100」節目與民生報主辦的「七十二年度(1983)十大暢銷唱片」頒獎典禮上，超越黃鶯鶯、鳳飛飛、鄧麗君、費玉清...等大牌歌手的專輯作品勇奪年度銷售冠軍，聲勢一鳴驚人。。在1983年年度十大銷售專輯排行榜上，林慧萍除了以《往昔》拿下第一之外，第二張專輯《戒痕》也拿下第八名的佳績，在年度銷售前十名包辦兩個席位，表現亮麗。之後發行的《愛情與宿醉》、《走過歲月》專輯也都創下銷售佳績。也正因為是市場銷售的保證，唱片公司在1984那一整年；就發行了四張林慧萍的個人專輯以及一張合輯。在唱片公司的規劃下；1984年年底簽約加盟中視；隨後在1984、1985年兩度代表中視角逐『金鐘獎－最佳女歌唱演員』。然而也因此造成林慧萍推出專輯唱片時，無法參加當時台灣其他兩家無線電視台的節目宣傳打歌，曝光率下滑。
加盟中視後的林慧萍，被電視台安排演唱台內多部戲劇的主題曲、插曲或片尾曲；像是『午夜劇場 -  愛在天涯』、『創作劇坊 - 留住一片情』、『金獎劇場 - 大城小調』；唱片公司也順勢的發行林慧萍的第一張單曲《林慧萍迷你專輯》，是台灣唱片市場上第一位發行EP的歌手。在與中視約滿之後，少了合約束縛與限制的林慧萍再度開始遊走三台，媒體曝光大幅回升。1986年發行的《走在陽光裡》、《無情弦》除了深受市場的歡迎、銷售量勢如破竹之外，兩張專輯的同名單曲「走在陽光裡」、「無情弦」分別在春秋兩季蟬聯各大流行歌曲排行榜多周冠軍，再創歌唱事業高峰。而林慧萍1986年這一股氣勢更延燒到隔年的《一個人 一段情》、《1987 巨星金曲》與《不要回頭看》三張專輯；張張暢銷熱賣。
除了商業銷售的成功，林慧萍在台灣『金曲獎』開辦之前的年度流行音樂盛會『金嗓獎』的頒獎典禮上同樣表現優異。自1982年底出道後，林慧萍於1983年到1987年舉辦的第五屆至第九屆『金嗓獎』上，連續五年拿下十大歌星選拔前五名的殊榮，是除了鳳飛飛之外唯一擁有此輝煌成績的歌手。(金嗓獎於第九屆之後停辦)
隨著入行多年，林慧萍也自我轉型，於1991年7月加盟點將唱片；並且於同年10月推出第十八張個人專輯《等不到深夜》，曲風與歌唱實力上更臻多元成熟。1993年7月發行《水的慧萍》專輯，將她憂鬱深情的音色和唱功發揮到極致，一曲『戲說乾隆』片尾曲「情難枕」成功帶動專輯買氣，不僅讓專輯榮登華視與民生報合辦的《金曲龍虎榜》周冠軍，亦在全台各大KTV點唱榜上長年居高不下、傳唱至今，成為林慧萍在點將唱片時期最膾炙人口的抒情金曲代表作。1996年11月，林慧萍發行了首支個人創作單曲《從不在乎》，此後發表了多首詞曲作品；2007年幫好友黃乙玲作曲譜寫加合唱的「講乎自己聽」更助黃乙玲贏得第20屆金曲獎最佳台語女歌手獎，堪稱台灣少見的實力派偶像。
從歌林唱片時期到點將唱片時期的林慧萍，她的轉變也似乎代表著台灣女性的轉型，從1980年代《往昔》、《戒痕》、《我真的可以擁有》、《錯過》以及《說時依舊》的柔弱，到1990年－1995年間《等不到深夜》、《新戀情》、《水的慧萍》、《愛難求》等專輯的新都會女性形象，再再呈現台灣女性以及流行音樂面貌的變化，也因此，林慧萍成為極少數跨越80年代－90年代的台灣女歌手。在歌壇一共發行了二十六張個人專輯，三張單曲以及三十張精選輯(其中不包含重製再版的精選輯)。
點將唱片結束營業之後，1998年年底，林慧萍在發行華視八點檔『土地公傳奇』片尾曲「你知道我知道」後淡出歌壇遠嫁美國洛杉磯。一直到了2002年6月在好友姚謙邀約下，推出《可以勇敢可以溫柔29首典藏精選輯》重返歌壇，這張精選輯還成為發行的國際唱片公司年度最暢銷的專輯之一，讓外籍唱片公司高層驚豔不已。
2003年7月，林慧萍於台北國際會議中心舉行入行20年售票演唱會「萍水相逢」。連續兩場滿座的觀眾，隨著林慧萍的歌聲演出，讓歌迷重溫那個往昔令人懷念的年代。
2007年11月林慧萍睽違4年後，再次於台北、台中、高雄舉行五場「說好見面」演唱會。
在五場「說好見面」演唱會結束後，2008年5月加場到新竹，在啟用不久的新竹縣體育館舉辦林慧萍「好萍不斷 歡孝、溫心演唱會」。
2009年9月，林慧萍結束了九年的婚姻生活，恢復單身返台定居。2010年，獲邀參加第21屆金曲獎頒獎典禮表演。
2010年12月，林慧萍再次於台北、台中、高雄舉行四場「一個人」演唱會；並且在暌違了14年之久，在2010年11月25日發行最新單曲專輯《一滴淚兩種味》。
除了演唱會以及發行專輯之外，2011年林慧萍的演藝事業多元化，首次嘗試主持歌唱節目『台灣紅歌100年』以及談話性節目『我愛大小姐』與『大小姐進化論』，而『台灣紅歌100年』更入圍了101年電視金鐘獎最佳綜藝節目獎。出道30多年後，她更首次挑戰大螢幕，演出由澎恰恰執導的2014年賀歲喜劇『鐵獅玉玲瓏』。
2017年11月，於台北國際會議中心舉辦兩場門票銷售一空的「一朵盛開的花」演唱會。
2022年7月30日，重返舞台，於高雄舉辦的「真愛秀・藍寶石大歌廳」首場表演中擔當壓軸演出。

## 音樂作品

### 個人專輯

#### 歌林唱片
|    | 專輯名稱           | 製作人           | 發行日期   |
| -- | ------------------ | ---------------- | ---------- |
| 01 | 往昔               | 呂子厚           | 1982.12.23 |
| 02 | 戒痕               | 呂子厚           | 1983.07.21 |
| 03 | 愛情與宿醉         | 呂子厚           | 1984.01.19 |
| 04 | 走過歲月           | 呂子厚           | 1984.06.11 |
| 05 | 我情迷惘           | 呂子厚           | 1984.10.24 |
| 06 | 林慧萍台灣歌謠專輯 | 呂子厚           | 1984.12.22 |
| 07 | 別再走             | 呂子厚           | 1985.02.12 |
| 08 | 我真的可以擁有     | 黃建昌           | 1985.08.27 |
| 09 | 走在陽光裡         | 楊明煌           | 1986.01.31 |
| 10 | 無情弦             | 楊明煌           | 1986.09.05 |
| 11 | 一個人 一段情      | 黃建昌           | 1987.03.19 |
| 12 | 1987 巨星金曲      | 呂子厚           | 1987.07.29 |
| 13 | 不要回頭看         | 黃建昌           | 1987.11.30 |
| 14 | 錯過               | 楊明煌／黃建昌   | 1988.03.18 |
| 15 | 你若是真的愛過     | 譚健常音樂工作室 | 1989.04.09 |
| 16 | 改變心情           | 何慶清           | 1990.01.06 |
| 17 | 說時依舊           | 楊明煌           | 1990.10.09 |

#### 點將唱片
|    | 專輯名稱        | 製作人                       | 發行日期   |
| -- | --------------- | ---------------------------- | ---------- |
| 18 | 等不到深夜      | 楊明煌／                     | 1991.10.24 |
| 19 | 新戀情          | Kirkman Ridd                 | 1992.07.13 |
| 20 | 台灣國語 (專輯) | 鄭華娟                       | 1992.12.23 |
| 21 | 水的慧萍        | 劉亞文／熊美玲／鄭華娟／陳揚 | 1993.07.27 |
| 22 | 夢醒心碎空嘆息  | 劉亞文／熊美玲               | 1994.04.07 |
| 23 | 風吹草動        | 周治平／黃慶元               | 1995.05.08 |
| 24 | 愛難求          | 鮑比達／馬兆駿／靳鐵章       | 1996.03.22 |
| 25 | 忘了我是女人    | 黃慶元                       | 1996.12.20 |

#### 科藝百代
|    | 專輯名稱                             | 製作人  | 發行日期   |
| -- | ------------------------------------ | ------- | ---------- |
| 26 | 林慧萍萍水相逢新歌＋演唱會LIVE全紀錄 | JIM LEE | 2003.08.03 |

### 精選集
|    | 專輯名稱                       | 發行公司 | 發行日期 |
| -- | ------------------------------ | -------- | -------- |
| 01 | 流行金曲-林慧萍專輯〈一〉      | 歌林唱片 | 1986.01  |
| 02 | 流行金曲-林慧萍專輯〈二〉      | 歌林唱片 | 1986.11  |
| 03 | 愛之旅 希望你點點頭            | 歌林唱片 | 1988.01  |
| 04 | 林慧萍 你若是真的愛過          | 歌林唱片 | 1989.06  |
| 05 | 細說從頭 林慧萍珍藏收錄專輯Ⅰ   | 歌林唱片 | 1991.05  |
| 06 | 細說從頭 林慧萍珍藏收錄專輯Ⅱ   | 歌林唱片 | 1991.05  |
| 07 | 細說從頭 林慧萍珍藏收錄專輯Ⅲ   | 歌林唱片 | 1991.05  |
| 08 | 細說從頭 林慧萍珍藏收錄專輯Ⅳ   | 歌林唱片 | 1991.05  |
| 09 | 林慧萍24K黃金CD版1             | 歌林唱片 | 1991.11  |
| 10 | 林慧萍 細說從頭 1              | 歌林唱片 | 1993     |
| 11 | 林慧萍 細說從頭 2              | 歌林唱片 | 1993     |
| 12 | 林慧萍 細說從頭 3              | 歌林唱片 | 1993     |
| 13 | 林慧萍 細說從頭 4              | 歌林唱片 | 1993     |
| 14 | 林慧萍往昔金曲精選             | 歌林天龍 | 1998.08  |
| 15 | 林慧萍往昔金曲精選2            | 歌林天龍 | 1998.10  |
| 16 | 林慧萍往昔金曲精選3            | 歌林天龍 | 2000.01  |
| 17 | 精選林慧萍                     | 科藝百代 | 2000.07  |
| 18 | 林慧萍往昔金曲精選4            | 歌林天龍 | 2000.12  |
| 19 | 可以勇敢可以溫柔29首典藏精選輯 | 科藝百代 | 2002.06  |
| 20 | 林慧萍懷念金曲Ⅰ                | 天碟唱片 | 2002.06  |
| 21 | 林慧萍懷念金曲Ⅱ                | 天碟唱片 | 2002.06  |
| 22 | 萍水再相逢                     | 天碟唱片 | 2003.10  |
| 23 | 林慧萍情歌王國系列一           | 音橋唱片 | 2003.10  |
| 24 | 林慧萍情歌王國系列二           | 音橋唱片 | 2003.10  |
| 25 | 林慧萍情歌王國系列三           | 音橋唱片 | 2003.10  |
| 26 | 說好見面林慧萍精選             | 科藝百代 | 2007.10  |
| 27 | 往昔＊倩影                     | 歌林唱片 | 2009.01  |
| 28 | 往昔＊倩影                     | 音橋唱片 | 2009.01  |
| 29 | 一個人全記錄                   | 瑞星唱片 | 2010.12  |
| 30 | 精選林慧萍〈透明水晶膠〉       | 華納唱片 | 2017.11  |

### 單曲
|    | 曲名         | 作詞   | 作曲   | 編曲   | 製作人 | 發行公司   | 發行日期   | 備註                                                                             |
| -- | ------------ | ------ | ------ | ------ | ------ | ---------- | ---------- | -------------------------------------------------------------------------------- |
| 01 | 留住一片情   | 孫建平 | 孫建平 | 陳志遠 | 呂子厚 | 歌林唱片   | 1985.07    | 收錄於林慧萍【迷你版】；2008年5月13日飛躍製作；喜瑪拉雅唱片重新發行              |
| 02 | 最後等待     | 陳桂芬 | 陳進興 | 陳志遠 | 呂子厚 | 歌林唱片   | 1985.07    | 收錄於林慧萍【迷你版】；2008年5月13日飛躍製作；喜瑪拉雅唱片重新發行              |
| 03 | 開心家族     |        | 李儀文 |        |        |            | 1990.09    | 新加坡電視台『開心家族』主題曲〈台灣未發行〉                                     |
| 04 | 人生隨想曲   | 林俊名 | 李儀文 |        |        |            | 1990.09    | 新加坡電視台『開心家族』片尾曲〈台灣未發行〉                                     |
| 05 | 從不在乎     | 林慧萍 | 林慧萍 | 王豫民 | 黃慶元 | 點將唱片   | 1996.11    | 收錄於【從不在乎】EP；搖滾、雷鬼、相頌三種版本                                   |
| 06 | 一滴淚兩種味 | 十方   | 方文良 | 許恆瑞 | 方文良 | 米樂士娛樂 | 2010.10.25 | 收錄於【一滴淚兩種味】EP；專輯推出兩種版本：分別為【濃情月光版】與【深情日光版】 |
| 07 | 寄望         | 阿Q    | 泰元   | 戴維維 | 曹俊鴻 |            | 2015.11    | 大愛電視八點檔『望你早歸』主題曲                                                 |

### 合輯
|    | 曲名                   | 作詞               | 作曲         | 編曲         | 製作人 | 發行公司   | 發行日期   | 備註                                                            |
| -- | ---------------------- | ------------------ | ------------ | ------------ | ------ | ---------- | ---------- | --------------------------------------------------------------- |
| 01 | 白紗窗裡的女孩         | 黃克昭             | 黃克昭       |              | 呂子厚 | 歌林唱片   | 1981.09    | 收錄於新金曲獎【青年創作園地(二)】；歌林唱片1998年8月復刻版發行 |
| 02 | 火鳳凰                 | 張禮棟             | 羅萍         |              | 呂子厚 | 歌林唱片   | 1981.09    | 收錄於新金曲獎【青年創作園地(二)】；歌林唱片1998年8月復刻版發行 |
| 03 | 影                     | 樂天               | 黃仁清       |              |        | 歌林唱片   | 1984.04    | 收錄於【長江的水依舊在流】；徐乃麟對唱                          |
| 04 | 長江的水依舊在流       | 樂天               | 黃仁清       |              |        | 歌林唱片   | 1984.04    | 收錄於【長江的水依舊在流】                                      |
| 05 | 踏雪尋梅               | 劉雪庵             | 黃自         |              |        | 歌林唱片   | 1984.04    | 收錄於【長江的水依舊在流】                                      |
| 06 | 明天會更好             | 羅大佑、張大春等人 | 羅大佑       | 陳志遠       | 李壽全 | 藍與白唱片 | 1985.10    |                                                                 |
| 07 | 徘徊我的愛             | 陳進興             |              |              |        | 歌林唱片   | 1986.01    | 收錄於【86'的盛宴廣告歌曲的嘉年華會】；陳進興日後更名為陳品     |
| 08 | 面對愛情               | 楊明煌             |              | 丹尼         | 黃建昌 | 歌林唱片   | 1986.06    | 收錄於【暢銷排行榜的嘉年華會】；金瑞瑤對唱                      |
| 09 | 是你                   | 鄭華娟             |              | 丹尼         | 黃建昌 | 歌林唱片   | 1986.06    | 收錄於【暢銷排行榜的嘉年華會】                                  |
| 10 | 第一種聲音             | 雪柔               | 張勇強       |              |        |            | 1987.04    | 飛碟、飛羚、上揚、福茂、歌林等唱片公司自行發行                  |
| 11 | 打開心裡的窗           | 娃娃               | 黃建昌       |              |        | 歌林唱片   | 1988.01    | 收錄於【唱出青春唱出愛】                                        |
| 12 | 想念是一首愉快的詩     | 洪小喬             | 洪小喬       |              |        | 歌林唱片   | 1990.10    | 收錄於洪小喬【舊愛新歡】專輯；與小剛對唱                        |
| 13 | 痴情是不容易說清楚的   | 洪小喬             | 洪小喬       |              |        | 歌林唱片   | 1990.10    | 收錄於洪小喬【舊愛新歡】專輯；與小剛對唱                        |
| 14 | 你知道我知道           | 潘協慶             | 潘協慶       | 屠穎         | 林隆璇 | 福茂唱片   | 1998.12.24 | 華視八點檔【土地公傳奇】片尾曲；收錄於【土地公傳奇電視原聲帶】  |
| 15 | 我是如此愛你（對唱版） | 姚謙               | 殷文琦       |              |        | 科藝百代   | 2002.06.04 | 侯湘婷對唱；收錄於侯湘婷【17.18.19…精選集】                     |
| 16 | 驛【2002全新混音版本】 | 李姚               | 蔣三省       |              |        | 科藝百代   | 2002.10.25 | 收錄於【美麗時光-音樂精選】                                     |
| 17 | 手牽手                 | 陳鎮川             | 王力宏／陶喆 | 王力宏／陶喆 |        |            | 2003.05    | 抗SARS單曲                                                      |
| 18 | 講乎自己聽             | 施立               | 林慧萍       | 何真真       | 何慶清 | 福茂唱片   | 2008.03    | 黃乙玲合唱；收錄於黃乙玲個人專輯【講乎自己聽】                  |
| 19 | 綿綿舊情               | 武雄               | 洪敬堯       | 洪敬堯       | 洪敬堯 | 索尼音樂   | 2010.10.22 | 洪榮宏、洪敬堯合唱；收錄於【戀花】                              |

### 影音專輯
|   | 專輯名稱                           | 製作人  | 製作公司 | 發行公司 | 發行日期 |
| - | ---------------------------------- | ------- | -------- | -------- | -------- |
| 1 | 《林慧萍萍水相逢演唱會LIVE全紀錄》 | Jim Lee | 大熊星   | 科藝百代 | 2003.08  |
| 2 | 《林慧萍－灰姑娘的故事》           |         | 歌林唱片 | 音橋唱片 | 2004.01  |

### 詞曲創作
|    | 歌曲名稱         | 演唱者         | 收錄專輯                             | 作詞            | 作曲      | 發行公司 | 發行日期 |
| -- | ---------------- | -------------- | ------------------------------------ | --------------- | --------- | -------- | -------- |
| 01 | 唱歌家己聽       | 林慧萍         | 台灣國語 (專輯)                      | Michael、林慧萍 | K. Kuwata | 點將唱片 | 1992.12  |
| 02 | 從不在乎         | 林慧萍         | 從不在乎／忘了我是女人               | 林慧萍          | 林慧萍    | 點將唱片 | 1996.11  |
| 03 | 當初我怎麼會不懂 | 林慧萍         | 忘了我是女人                         | 林慧萍          | 陳耀川    | 點將唱片 | 1996.12  |
| 04 | 從不屬於我       | 林慧萍         | 忘了我是女人                         | 林慧萍          | 林慧萍    | 點將唱片 | 1996.12  |
| 05 | 萍水相逢         | 林慧萍         | 林慧萍萍水相逢新歌＋演唱會LIVE全紀錄 | 姚謙            | 林慧萍    | 科藝百代 | 2003.08  |
| 06 | 講乎自己聽       | 黃乙玲、林慧萍 | 黃乙玲個人專輯『講乎自己聽』         | 施立            | 林慧萍    | 福茂唱片 | 2008.05  |

## 演唱會
| 演唱會名稱                    | 日期       | 地點                                                          |
| ----------------------------- | ---------- | ------------------------------------------------------------- |
| 林慧萍全省巡迴演唱會          | 1988.04.17 | 林慧萍全省巡迴演唱會（台北實踐堂）                            |
| 林慧萍全省巡迴演唱會          | 1988.04.24 | 林慧萍全省巡迴演唱會（嘉義商職）                              |
| 林慧萍全省巡迴演唱會          | 1988.05.07 | 林慧萍全省巡迴演唱會（台中市中山堂）                          |
| 林慧萍全省巡迴演唱會          | 1988.05.08 | 林慧萍全省巡迴演唱會（高雄市國軍英雄館）                      |
| 林慧萍／萍水相逢演唱會        | 2003.07.04 | 林慧萍／萍水相逢演唱會（台北國際會議中心）                    |
| 林慧萍／萍水相逢演唱會        | 2003.07.05 | 林慧萍／萍水相逢演唱會（台北國際會議中心）                    |
| 說好見面 林慧萍2007演唱會     | 2007.11.10 | 說好見面林慧萍2007演唱會（高雄文化中心至德堂）                |
| 說好見面 林慧萍2007演唱會     | 2007.11.16 | 說好見面林慧萍2007演唱會（台北國際會議中心）                  |
| 說好見面 林慧萍2007演唱會     | 2007.11.17 | 說好見面林慧萍2007演唱會（台北國際會議中心）                  |
| 說好見面 林慧萍2007演唱會     | 2007.11.18 | 說好見面林慧萍2007演唱會（台北國際會議中心）                  |
| 說好見面 林慧萍2007演唱會     | 2007.11.24 | 說好見面林慧萍2007演唱會（台中中興大學惠蓀堂）                |
| 好萍不斷 林慧萍歡孝溫心演唱會 | 2008.05.11 | 好萍不斷 林慧萍歡孝溫心演唱會（新竹縣體育館）                 |
| 一個人 林慧萍演唱會           | 2010.12.10 | 一個人 林慧萍演唱會（台北國際會議中心）                       |
| 一個人 林慧萍演唱會           | 2010.12.11 | 一個人 林慧萍演唱會（台北國際會議中心）                       |
| 一個人 林慧萍演唱會           | 2010.12.18 | 一個人 林慧萍演唱會（台中中興大學惠蓀堂）                     |
| 一個人 林慧萍演唱會           | 2010.12.25 | 一個人 林慧萍演唱會（高雄巨蛋）                               |
| 林慧萍露天音樂會              | 2011.06.17 | 台北市立交響樂團 & 林慧萍露天音樂會（台北大安森林公園音樂台） |
| 林慧萍露天音樂會              | 2011.06.18 | 台北市立交響樂團 & 林慧萍露天音樂會（台北大安森林公園音樂台） |
| 水的慧萍音樂會                | 2011.08.12 | 2011水的慧萍音樂會（高雄義大世界皇家劇院）                    |
| 水的慧萍音樂會                | 2011.08.13 | 2011水的慧萍音樂會（高雄義大世界皇家劇院）                    |
| 一朵盛開的花演唱會            | 2017.11.03 | 林慧萍 一朵盛開的花演唱會（台北國際會議中心）                 |
| 一朵盛開的花演唱會            | 2017.11.04 | 林慧萍 一朵盛開的花演唱會（台北國際會議中心）                 |

## 電視專輯
1. 中國電視公司《林慧萍專輯：有情天地》（1985年10月）
2. 中國電視公司《金鐘綜藝系列－「银河星座」歌唱專辑：走過歲月》（1986年11月2日）
3. 中國電視公司《林慧萍專輯：灰姑娘的故事》（1986年10月26日22:10～23:40）
4. 中國電視公司《林慧萍專輯：愛之旅》（1987年8月25日21:30～23:00）
5. 中國電視公司《新春嘉年華》（1990年1月1日）

## 電視主持
| 節目                                    | 日期                                                                  | 頻道                    | 備註                     |
| --------------------------------------- | --------------------------------------------------------------------- | ----------------------- | ------------------------ |
| 《連環泡單元「男人廚房」》              | 1988年6月每周一至週六19:30至20:00首播                                 | 華視                    | 與澎恰恰共同主持         |
| 《台灣紅歌100年》                       | 2011年4月17日起每週日晚間九點首播， 2011年4月22日起每週五晚間十點首播 | 公視主頻道 、八大第一台 | 林慧萍、許常德共同主持   |
| 《我愛大小姐》                          | 2011年9月5日起每週一～四晚間十一點首播                                | 東森綜合台              | 林慧萍、吳淡如共同主持   |
| 《大小姐進化論》                        | 2012年8月20日起每週一～五晚間十一點首播                               | 超級電視台              | 林慧萍、吳淡如共同主持   |
| 《超級夜總會》《台灣三大炮 金龍好年冬》 | 2012年1月22日除夕特別節目                                             | 三立台灣台              | 與澎恰恰、許效舜共同主持 |
| 《超級夜總會》《歡喜慶蛇年 好運龍總來》 | 2013年2月9日除夕特別節目                                              | 三立台灣台              | 與澎恰恰、許效舜共同主持 |

## 廣告代言
- 1983年歌林家電
- 1983年『石橋機車』《茉莉50》[18]
- 1983年蔡燕萍『自然之美』
- 1984年歌林新不滴水冷氣機
  - 與金瑞瑤搭配演出
- 1986年歌林婚紗攝影
  - 平面廣告代言
- 1987年『麥芝西柏雨、陽傘』
  - 廣告歌曲《走在陽光裡》收錄在林慧萍《走在陽光裡》專輯
- 1989年『麥芝西柏雨、陽傘』
  - 與徐乃麟搭配演出
  - 廣告歌曲《沒有你的日子》收錄在林慧萍《一個人 一段情》專輯
- 1988年黑牌繽紛高領衫
- 1989年新光人壽
  - 廣告歌曲《愛與希望》收錄在林慧萍《你若是真的愛過》專輯

## 電影
- 2014年《鐵獅玉玲瓏》飾王玉芬

## 得奬與入圍
| 年份   | 獎項                                            | 提名作品/名次              | 結果 |
| ------ | ----------------------------------------------- | -------------------------- | ---- |
| 1983年 | 『金嗓獎 十大最受歡迎歌星票選』                 | 觀眾票選最受歡迎歌手第五名 | 獲獎 |
| 1983年 | 華視『綜藝100』流行歌曲暢銷排行金榜年度銷售大獎 | 『林慧萍專輯－往昔』       | 獲獎 |
| 1983年 | 華視『綜藝100』流行歌曲暢銷排行金榜最佳女歌手獎 | 『林慧萍專輯－往昔』       | 提名 |
| 1984年 | 『金嗓獎 十大最受歡迎歌星票選』                 | 觀眾票選最受歡迎歌手第二名 | 獲獎 |
| 1985年 | 『金嗓獎 十大最受歡迎歌星票選』                 | 觀眾票選最受歡迎歌手第四名 | 獲獎 |
| 1986年 | 『金嗓獎 十大最受歡迎歌星票選』                 | 觀眾票選最受歡迎歌手第二名 | 獲獎 |
| 1987年 | 『金嗓獎 十大最受歡迎歌星票選』                 | 觀眾票選最受歡迎歌手第三名 | 獲獎 |
| 1987年 | 『金嗓獎 年度女歌手』                           | 『一段情』歌曲             | 提名 |
| 1991年 | 第三屆金曲獎-最徍錄音奬                         | 『林慧萍專輯－說時依舊』   | 提名 |
| 2011年 | 中華民國建國 100 年經典百大單曲                 | 『倩影』歌曲               | 獲獎 |